# Кровная клятва
«Кровная клятва» — 19-й эпизод второго сезона американского научно-фантастического телесериала Звёздный путь: Глубокий космос 9, который впервые транслировался 27 марта 1994 по синдикации. Автор сюжета — Питер Алан Филдс, режиссёр эпизода Уинрих Колб. Хореографы сцены боя в конце эпизода — Дэн Карри и Деннис Маладон, композитор — Деннис Маккарти.
Действие происходит в 24 веке, продолжая историю сериала о приключениях космической станции Глубокий космос 9, расположенной рядом со стабильной кротовой норой между Галактическими квадрантами Альфа и Гамма галактики Млечный Путь, на орбите планеты Баджор. В этом эпизоде трое легендарных клингонских воина прибыли на станцию, чтобы встретиться с Джадзией Даксом (Терри Фаррелл) перед отправкой в поход с целью отомстить.
В этом эпизоде вновь появились Джон Коликос, Уильям Кэмпбелл и Майкл Ансара в ролях клингонов Кора, Колота и Канга, соответственно. Все они играли эти роли в оригинальном сериале Звёздный путь. Сюжет основан на фильмах Семь самураев и Великолепная семёрка, съемки проходили в Пасадине (Калифорния) и в павильонах компании Paramount. Аудитория эпизода составила 8,4 млн человек, но мнения критиков разделились.

## Сюжет
Начальник охраны Одо (Рене Обержонуа) сталкивается с серией проблем с клингонами. Сначала Кварк (Армин Шимерман) жалуется на пожилого напившегося клингона, захватившего комнату. Одо прогоняет человека, Кора (Джон Коликос), и отправляет его в камеру. Вскоре другой клингон, Колот (Уильям Кэмпбелл), приходит, чтобы освободить Кора, но выходит из себя, когда видит, насколько сильно Кор напился. Джадзия Дакс (Терри Фаррелл) нечаянно слышит их имена и понимает, зачем они пришли, что подтверждается, когда к ним присоединяется третий клингон Канг (Майкл Ансара). За 81 год до этого эти трое клингонов разрушили электростанцию пиратского вожака Альбиноса (Билл Болендер). Пират отплатил тем, что заразил старших сыновей каждого смертоносным вирусом. Кёрзон Дакс, близкий друг троих клингонов, был крёстным отцом умершего сына Канга. Вчетвером они дали клингонскую «кровную клятву» найти и убить Альбиноса. Наконец, Канг нашёл его.
Джадзия делится с майором Кирой Нерис (Нана Визитор), что она должна следовать клятве Кёрзона, но Кира предупреждает её, что убийство кого-либо сделает с ней. Канг, в свою очередь, говорит Джадзии, что она не давала клятву Кёрзона, но она настаивает на том, чтобы присоединиться к их поискам, чтобы она могла отомстить её крестнику. Кор, воодушевлённый, рад, что она присоединится к нему. Колот не рад этому, пока она не показала ему владение клингонским бат’лет. Канг отказывается принять её, поскольку она злит его расспросами о его чести. Перед тем, как Джадзия берет отпуск, Командор Бенджамин Сиско (Эвери Брукс) приходит к ней в квартиру, и отказывается дать ей отпуск. Джадзия говорит ему, что она хочет уехать и умоляет его не заставлять её ослушиваться прямого приказа. Он всё равно не разрешает ей уехать, но это не останавливает её.
По дороге к убежищу Альбиноса четверо планируют нападение. Канг предлагает прямое нападение, клингоны соглашаются с ним. После Джадзия спорит с ним и узнаёт, что Альбинос предлагал Кангу славную смерть от рук сорока своих лучших человек. Канг, полагая, что защита Альбиноса непроницаема, принял это. Дакс придумывает альтернативный план по выводу из строя всё энергетическое оружие на базе Альбиноса, принудив их к рукопашной схватке. Канг соглашается на новый план. Они транспортируются на поверхность и обнаруживают, что Альбинос установил капкан на главных воротах, чтобы убить Канга и остальных ещё до схватки. Четверка пробирается сквозь ограждение и нападает на Альбиноса в его покоях. Во время боя Колот погибает, а Канга смертельно ранят. Джадзия разоружает Альбиноса, он насмехается над ней, утверждая, что она не сможет его убить. Канг убивает отвлёкшегося Альбиноса, а затем сам умирает. Кор и Джадзия покидают ограждение, Кор поёт песню своим умершим товарищам.

## Производство

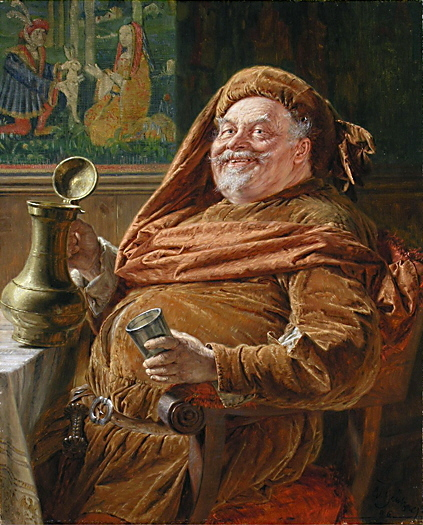
Прототипом Кора является Фальстафе Уильяма Шекспира (на фото картина 1896 года).

В эпизоде «Кровная клятва» Коликос, Кэмпбелл и Ансара вновь играют роли клингонов, которые они исполнили ранее в телесериале Звёздный путь: Оригинальный сериал. Изначально в сценарии Питера Алана Филдса были новые персонажи клингонов, но Роберт Вольф предложил использовать героев из Оригинального сериала. Были сомнения, что трое актёров продолжают сниматься, но команда по подбору актёров Глубокий космос 9 сначала связалась с Джоном Коликосом и Майклом Ансарой, но не смогла с Уильямом Кэмпбеллом. В конце концов его нашли на круизном судне, где он участвовал в конвенции, посвящённой сериалу Звёздный путь, и ему предложили появиться в роли при первой же возможности. Каждое предыдущее этих персонажей клингонов появлялись до того, как начал использоваться грим клингонов с гребнем на лбу, поэтому в эпизоде «Кровная клятва» эти персонажи появились с гребнем впервые. Продюсеры сомневались, стоит ли использовать грим, как в Оригинальном сериале, но в итоге решили не упоминать изменение на экране.
Первоначальное название сюжета — «Зверь», и предполагалось, что он будет аллюзией на фильм 1954 года Акиры Куросавы Семь самураев и ремейк 1960 года Великолепная семёрка. Филдс сомневался, что это не будет соответствовать окончательному сценарию, но хотел, чтобы Колот представлял Бритта из Великолепной семёрки, а Канг — персонажа Юла Бриннера, Криса. Прототипом Кора был Джон Фальстаф, персонаж трёх пьес Уильяма Шекспира. Коликос снялся в роли Кора, который ранее присутствовал в качестве первого клингона франшизы Звёздный путь в эпизоде первого сезона Оригинального сериала «Миссия милосердия». Джордан Гофман описал Кора на официальном сайте Звёздного пути, как «бормочущего старого дядю», а Колота просто как «ворчуна». Он сказал, что только характер Канга был похож на исходный. Коликос ещё дважды сыграл роль Кора в Глубоком космосе 9, в эпизодах «Меч Кейлесса» и «Еще раз о нарушениях». В этом и в нескольких других эпизодах рассказывается о поступках Кёрзона Дакса, предыдущего хозяина симбионта Дакса. Представитель вида триллов обычно состоит из хозяина и симбионта, и после смерти хозяина симбионт переходит к другому хозяину. Кёрзон был хозяином перед Джадзией.

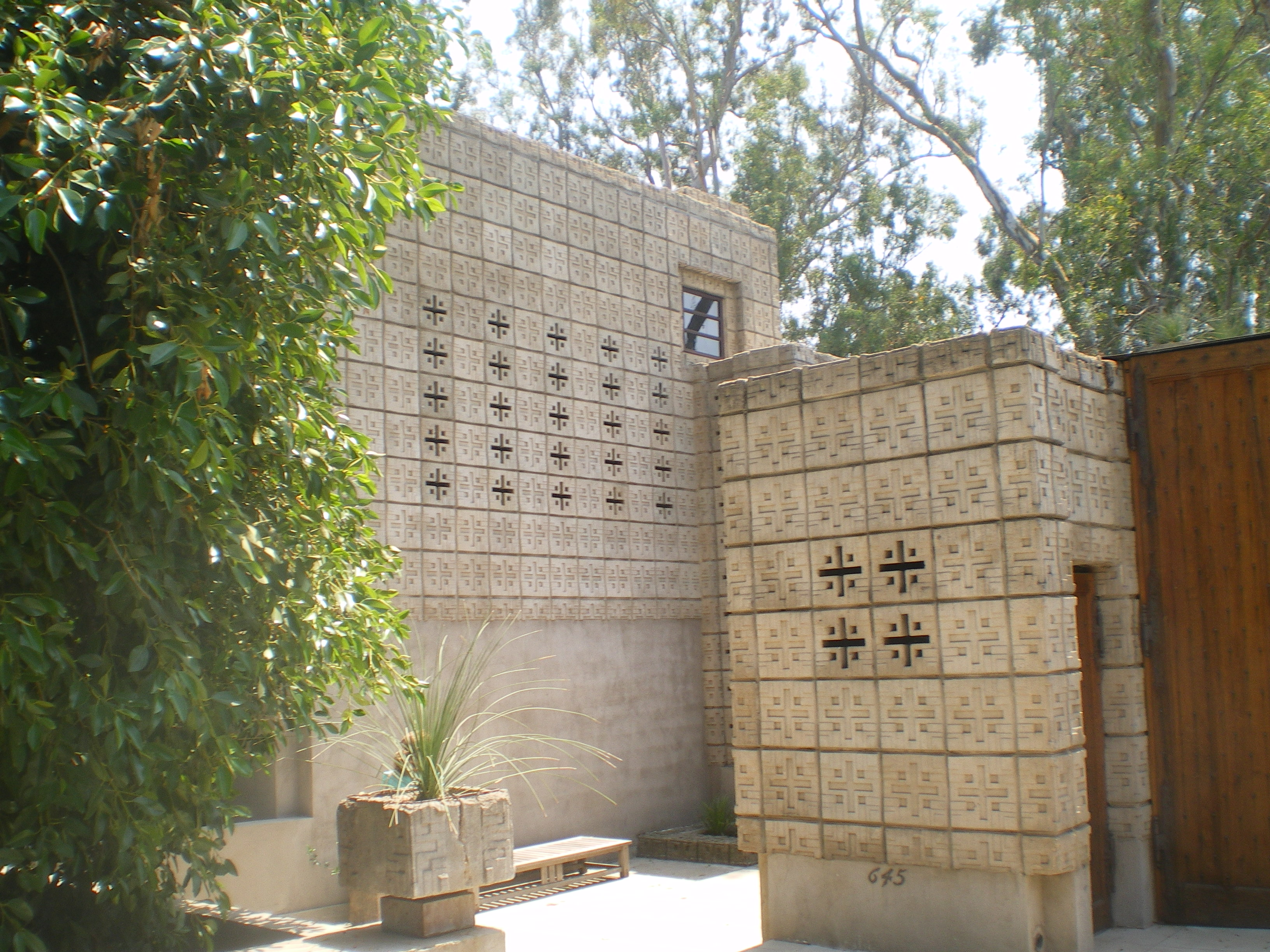
В качестве декораций крепости Альбиноса использовался дом Алисы Миллард

Кэмпбелл сыграл Колота в эпизоде «Проблема с трибблами», хотя он также играл Трелана в эпизоде «Готосский Сквайр». В Оригинальном сериале предполагалось, что Колот будет повторяющимся персонажем, но актёр не смог участвовать в съёмках, и сценарий был переписан под другого персонажа. Персонаж Колота появился вновь в мультсериале Звёздный путь (эпизод «Больше Триблов, больше проблем», но озвучивал его другой актёр — Джеймс Духан. Ансара сыграл роль Канга, который ранее был персонажем Оригинального сериала в эпизоде третьего сезона «День примирения». Ансара сыграл Канга ещё раз в эпизоде «Флэшбэк» сериала Звёздный путь: Вояджер, в котором также были приглашёнными звёздами Джордж Такэй и Грейс Ли Уитни из Оригинального сериала и несколько актёров из фильма Звёздный путь 6: Неоткрытая страна. Он также появился в эпизоде «Муза» Глубокого космоса 9 в роли Джейала, мужа Лваханы Трои, которую сыграла Меджел Барретт. Она не только озвучивала компьютер в Следующем поколении, Вояджере и Глубоком космосе 9, была замужем за Джином Родденберри, но также играла Номер Один и Кристин Чапел в Оригинальном сериале. В интервью во время третьего сезона Терри Фаррелл назвал «Кровную клятву» одним из самых лучших эпизодов.
В качестве декораций экстерьера крепости Альбиноса использовался Дом Алисы Миллард в Пасадине (Калифорния), интерьер снимался в павильоне 18 студии Парамаунт. Сцены боёв было поставлены совместно Дэном Курри и Деннисом Мадалоне, съёмки этих сцен заняли два дня. Режиссёр Уинрих Колбе представил возможность поставить сцены Курри и Мадалоне, но попросил их не выходить за пределы корабля. Во время съёмок сцен, Колбе поставил оперу Рихарда Вагнера Гибель богов проигрываться по кругу. Ария из этой оперы была использована композитором Деннисом Маккарти для саундтрека к эпизоду; он говорил, что отказался от всех изяществ, и попросил оркестр «играть битву так, чтобы она была похожа на битву».

## Темы
В сериале Звёздный Путь часто показывается смерть краснорубашечников при исполнении долга. Однако в эпизоде «Кровная клятва» речь идёт о спланированном убийстве, совершённом из мести. Чтобы разобраться в моральной дилемме, стоит ли ей присоединяться к троим клингонам в их миссии, Дакс обращается к Кире, которая раньше была Баджорской террористкой. Она не дала четкого ответа, но вспомнила, что убийство оказало на неё такой эффект, который нельзя исправить. Она не отговорила Дакс, но сказала Сиско, командира Дакс, чтобы он её не отпускал. После возвращения Дакс, которая помогла клингонам убить Альбиноса, Сиско ничего не сказал, показывая неодобрение её поступка, а Кира посмотрела с симпатией.

## Приём
«Кровная клятва» впервые вышла в эфир 28 марта 1994 года по синдикации. Рейтинг эпизода согласно Nielsen Media Research составил 8,4 млн. Таким образом, эпизод занял шестое место в своём временном интервале. Рейтинг уменьшился по сравнению с предыдущим эпизодом «Прибыли и убытки», рейтинг которого составлял 8,8 млн. После эпизода «Кровная клятва» показывались повторы и их рейтинги ещё упали.
IGN похвалил эпизод как «очень забавный» и отметил возвращение персонажей клингонов из оригинального сериала — Колота, Канга и Кора.
Несколько критиков пересмотрели эпизод после завершения сериала. Мишель Эрика Грин дала отзыв на эпизод в январе 2004 года для TrekNation. Ей не понравились изменения клингонов по сравнению с временами Оригинального сериала, она была разочарована тем, что сюжет не рассказывает о персонажах, появившихся ранее, например неизвестна судьба трибблов из эпизода «Проблема с трибблами». Она посчитала, что этот эпизод один из лучших, поскольку в нём основное внимание уделено Дакс и игнорируются все противоречия, ведь она любит эпизоды, в которых задействованы разные поколения. Просмотрев эпизод в 2012 году, Грин вновь отметила, что больше всего ей в этом эпизоде не понравилось «недостаток должного внимания клингонам». Джамал Эпсикохан на своём сайте Jammer’s Reviews высказал мысль, что «характеристика безупречна» и что сцена боя в конце эпизода впечатляет. Он дал эпизоду оценку 3,5 из 4. Зак Хэндлен пересмотрел эпизод для The A.V. Club в июне 2012 года. Ему показалось, что эпизод получился успешным, но не таким мощным, как мог, поскольку «он слишком прямолинейный и слишком серьёзный, чтобы взбудоражить кровь, и большинство интригующих моментов в сюжете принесены в жертву ради сохранения вещей прямолинейными, насколько это возможно».

## Релизы для домашнего видео
Сначала «Кровная клятва» была выпущена на VHS в США и в Канаде 6 октября 1998. Она была выпущена на DVD в составе бокс-сета со вторым сезоном 1 апреля 2003 года.
1 апреля 2003 второй сезон Звёздный Путь: Глубокий космос 9 был выпущен на DVD, которые содержали 26 эпизодов на семи дисках.
В 2017 году эпизод был выпущен на DVD в составе полного бокс-сета с сериалом, состоявшего из 176 эпизодов на 48 дисках.